# Araragi enthea
Araragi enthea är en fjärilsart som beskrevs av Oliver Erichson Janson 1877. Araragi enthea ingår i släktet Araragi och familjen juvelvingar. Inga underarter finns listade i Catalogue of Life.